# Rudersdal Provsti
Rudersdal Provsti er et provsti i Helsingør Stift. Det består af 8 sogne, der hver har én kirke. Hvert sogn udgør sit eget pastorat.
Rudersdal Provsti blev ligesom Rudersdal Kommune oprettet 1. januar 2007 som led i Strukturreformen, og de to er geografisk sammenfaldende. Navnet stammer fra den nedlagte Rudersdal Kro. Provstiet bestod oprindeligt af de fem sogne, der udgjorde den daværende Søllerød Kommune og som hidtil lå Kongens Lyngby Provsti – Gammel Holte, Ny Holte, Nærum, Søllerød og Vedbæk – samt Birkerød og Bistrup sogne, som før hørte under Fredensborg Provsti. 
Høsterkøb Sogn opstod som selvstændigt sogn 1. august 2018, hvor det blev udskilt fra Birkerød Sogn.

## Pastorater
| Pastorater i Rudersdal Provsti | Pastorater i Rudersdal Provsti | Pastorater i Rudersdal Provsti |
| ------------------------------ | ------------------------------ | ------------------------------ |
| Birkerød Pastorat              | Bistrup Pastorat               | Gammel Holte Pastorat          |
| Høsterkøb Pastorat             | Nærum Pastorat                 | Ny Holte Pastorat              |
| Søllerød Pastorat              | Vedbæk Pastorat                |                                |

## Sogne
| Sogne i Rudersdal Provsti | Sogne i Rudersdal Provsti | Sogne i Rudersdal Provsti |
| ------------------------- | ------------------------- | ------------------------- |
| Birkerød Sogn             | Bistrup Sogn              | Gammel Holte Sogn         |
| Høsterkøb Sogn            | Nærum Sogn                | Ny Holte Sogn             |
| Søllerød Sogn             | Vedbæk Sogn               |                           |